# Strangler vs. Strangler
Pour plus de détails, voir Fiche technique et Distribution.
Strangler vs. Strangler (Davitelj protiv davitelja) est un film serbe réalisé par Slobodan Šijan, sorti en 1984.

## Synopsis
Pera Mitić, vendeur de fleurs, est aussi un tueur en série.

## Fiche technique
- Titre original : Davitelj protiv davitelja
- Titre français : Strangler vs. Strangler
- Réalisation : Slobodan Šijan
- Scénario : Nebojša Pajkić et Slobodan Šijan
- Photographie : Milorad Glušica
- Montage : Ljiljana Lana Vukobratović
- Pays d'origine : Yougoslavie
- Format : Couleurs - 35 mm - 1,66:1 - Mono
- Genre : comédie horrifique
- Durée : 93 minutes
- Date de sortie :
  -  Yougoslavie : 18 juin 1984

## Distribution
- Taško Načić : Pera Mitić
- Nikola Simić : inspecteur Ognjen Strahinjić
- Srdjan Saper : Spiridon Kopicl
- Sonja Savić : Sofija Mackić
- Rahela Ferari : Perina majka
- Radmila Savićević : Mica Mojsilović
- Maria Baxa : Natalija Kopicl
- Pavle Minčić : docteur Dobrica Kopicl

## Récompenses
- Festival du film de Pula 1984 : meilleurs décors et meilleur son